# 698 Ernestina
698 Ernestina
698 Ernestina là một tiểu hành tinh ở vành đai chính. Nó được J. Helffrich phát hiện ngày 5.3.1910 ở Heidelberg, và được đặt theo tên Ernst Wolf, con trai của nhà thiên văn học Max Wolf